# Lista das obras para piano de Tchaikovski
Esta lista apresenta as obras para piano (solista ou com acompanhamento) do compositor romântico russo Piotr Ilitch Tchaikovski.

## Obras por número deopus

### Obras publicadas em vida
- Op. 1 – Duas peças

1. Scherzo à la Russe em um tema ucraniano (inicialmente chamada Capriccio). Si bemol maior
2. Impromptu. Mi bemol menor

- Op. 2 – Souvenir de Hapsal

1. Ruines d'un château. Mi menor
2. Scherzo. Fá maior
3. Chant sans paroles. Fá maior

- Op. 4 – Valsa-capricho
- Op. 5 – Romance
- Op. 7 – Valsa-scherzo
- Op. 8 – Capriccio
- Op. 9 – Trois morceaux

1. Rêverie. Ré maior
2. Polka de Salon. Si bemol maior
3. Mazurka de Salon. Ré menor

- Op. 10 – Deux morceaux

1. Nocturne. Fá maior
2. Humoresque. Mi menor

- Op. 19 – Six morceaux

1. Rêverie du soir. Sol menor
2. Scherzo humoristique. Ré maior
3. Feuillet d'album. Ré maior
4. Nocturne. Dó sustenido menor
5. Capriccioso. Si bemol maior
6. Thème original et variations. Fá maior

- Op. 21 – Six Morceaux, composés sur un seul thème

1. Prélude. Si maior
2. Fugue à 4 voix. Sol menor
3. Impromptu. Dó sustenido menor
4. Marche funèbre. Lá bemol menor
5. Mazurque. Lá bemol menor
6. Scherzo. Lá bemol maior

- Op. 23 – Concerto para piano e orquestra n.º 1 em Si bemol menor

1. Allegro non troppo e molto maestoso – Allegro con spirito
2. Andantino semplice – Prestissimo
3. Allegro con fuoco

- Op. 37 – Sonata para piano Nº 1 em Sol maior – Grande sonata

1. Moderato e risoluto
2. Andante non troppo, quasi moderato
3. Scherzo – Allegro giocoso
4. Finale – Allegro vivace

- Op. 37b – As estações

1. Janvier: Au coin du feu (janeiro). Lá maior
2. Février: Carnaval (fevereiro). Ré maior
3. Mars: Chant de l'alouette (março). Sol menor
4. Avril: Perce-neige (abril). Si bemol maior
5. Mai: Les nuits de mai (maio). Sol maior
6. Juin: Barcarolle (junho). Sol menor
7. Juillet: Chant de faucheur (julho). Mi bemol maior
8. Août: La moisson (agosto). Si menor
9. Septembre: La chasse (setembro). Sol maior
10. Octobre: Chant d'automne (outubro). Ré menor
11. Novembre: Troika (novembro). Mi maior
12. Decembre: Noël (dezembro). Lá bemol maior

- Op. 39 – Album pour Enfants: 24 pièces faciles (à la Schumann)

1. Prière de matin. Sol maior
2. Le matin en hiver. Ré maior
3. Maman. Sol maior
4. Le petit cavalier. Ré maior
5. Marches des soldats de bois. Ré maior
6. La nouvelle poupée. Si bemol maior
7. La poupée malade. Sol menor
8. Enterrement de la poupée. Dó menor
9. Valse. Mi bemol maior
10. Polka. Si bemol maior
11. Mazurka. Ré menor
12. Chanson russe. Fá maior
13. Le paysan prélude. Si bemol maior
14. Chanson populaire. Ré maior
15. Chanson italienne. Mi bemol maior
16. Mélodie antique française. Sol menor
17. Chanson allemande. Mi bemol maior
18. Chanson napolitaine. Mi bemol maior
19. Conte de la vielle bonne. Dó maior
20. La sorcière (Baba Jaga). Mi menor
21. Douce rêverie. Dó maior
22. Chant de l'alouette. Sol maior
23. A l'église. Mi menor
24. L'orgue de barberie. Sol maior

- Op. 40 – Douze morceaux (difficulté moyenne)

1. Etude. Sol maior
2. Chanson triste. Sol menor
3. Marche funèbre. Dó menor
4. Mazurka. Dó maior
5. Mazurka. Ré maior
6. Chant sans paroles. Lá menor
7. Au village. Lá menor
8. Valse. Lá bemol maior
9. Valse. Fá sustenido menor
10. Danse russe. Lá menor
11. Scherzo. Ré menor
12. Rêverie interrompue. Fá menor

- Op. 44 – Concerto para piano e orquestra Nº 2 em Sol maior

1. Allegro brillante e molto vivace
2. Andante non troppo
3. Allegro con fuoco

- Op. 50 – Trio para piano em Lá menor

1. Pezzo elegiaco – Moderato assai - Allegro giusto
2. A. Tema con variazione – Andante con moto
B. Variazione finale e coda – Allegro risoluto e con fuoco - Andante con moto

- Op. 51 – Six morceaux

1. Valse de salon. Lá bemol maior
2. Polka peu dansante. Si menor
3. Menuetto scherzoso. Mi bemol maior
4. Natha-valse. Lá maior
5. Romance. Fá maior
6. Valse sentimentale. Fá menor

- Op. 56 – Concerto-fantasia para piano e orquestra em Sol maior

1. Quasi Rondo – Andante mosso
2. Contrastes – Andante cantabile - Molto vivace

- Op. 59 – Dumka: Cena rústica russa
- Op. 72 – Dix-huit morceaux

1. Impromptu. Fá menor
2. Berceuse. Lá bemol maior
3. Tendres reproches. Dó sustenido menor
4. Danses caractéristiques. Ré maior
5. Méditation. Ré maior
6. Mazurque pour danser. Si bemol maior
7. Polacca de concert. Mi bemol maior
8. Dialogue. Si maior
9. Un poco di Schumann. Ré bemol maior
10. Scherzo-fantaisie. Mi bemol menor
11. Valse bleuette. Mi bemol maior
12. L'espiègle. Mi maior
13. Echo rustique. Mi bemol maior
14. Chant élégiaque. Ré bemol maior
15. Un poco di Chopin. Dó sustenido menor
16. Valse à cinq temps. Ré maior
17. Passé lointain. Mi bemol maior
18. Scène dansante (invitation au trépak). Dó maior

### Obras publicadas postumamente
- Op. 75 – Concerto para piano e orquestra Nº 3 em Mi bemol maior

1. Allegro brillante
2. Andante
3. Finale – Allegro maestoso

- Op. 79 – Andante e finale para piano e orquestra

1. Andante. Si bemol maior
2. Finale – Allegro maestoso. Mi bemol maior